# Madonna Mix
Madonna Mix è una raccolta della cantautrice statunitense Madonna, uscita in Venezuela nel 1985 e due anni dopo in Colombia e Ecuador.

## Tracce
1. Borderline
2. Holiday
3. Into the Groove
4. Angel
5. Material Girl
6. Dress You Up